# Rezolucija Vijeća sigurnosti UN-a 1021
Rezolucijom Vijeća sigurnosti UN-a 1021 Ujedinjenih naroda, usvojenom 22. studenoga 1995., nakon podsjećanja na sve rezolucije o stanju u bivšoj Jugoslaviji, posebice rezolucije 713 (1991.) i 727 (1992.), Vijeće je odredilo datum 13. ožujka 1996. za suspenziju većine aspekata embarga na oružje bivšoj Jugoslaviji. Rezolucija 1074 (1996.) ukinula je preostale mjere embarga.
Ponovno je potvrđeno opredjeljenje za mirno rješavanje sukoba u bivšoj Jugoslaviji i pozdravljeno je parafiranje Općeg okvirnog sporazuma u Daytonu, Ohio između Bosne i Hercegovine, Hrvatske, Savezne Republike Jugoslavije (Srbije i Crne Gore) i drugih strana.
Djelujući prema Poglavlju VII Povelje Ujedinjenih naroda, Vijeće je odlučilo da će embargo na oružje bivšoj Jugoslaviji biti ukinut počevši od dana kada je glavni tajnik Butros Butros-Gali obavijestio Vijeće da je Opći okvirni sporazum potpisan i napomenuo da:
(a) sve odredbe embarga ostale bi na snazi prvih 90 dana;
(b) sve odredbe embarga će biti ukinute – osim za isporuku teškog naoružanja i streljiva, nagaznih mina, vojnih zrakoplova i helikoptera tijekom drugih 90 dana;
(c) sve odredbe embarga bile bi ukinute 180 dana nakon primitka izvješća glavnog tajnika osim ako Vijeće ne odluči drugačije.
Vijeće je ponovno potvrdilo svoju predanost regionalnoj stabilnosti i kontroli naoružanja, dok je odbor osnovan Rezolucijom 727 dobio upute da u skladu s tim izmijeni svoje smjernice.
Rusija se suzdržala pri glasovanju o Rezoluciji 1021, koju je odobrilo ostalih 14 članica Vijeća sigurnosti.

## Vanjske poveznice
| Wikizvor | Engleski Wikizvor ima izvorni tekst na temu: Vijeća sigurnosti UN-a 1021 |

- Text of the Resolution at undocs.org